# Municipio de Brooklyn (Pensilvania)
El municipio de Brooklyn (en inglés: Brooklyn Township) es un municipio ubicado en el condado de Susquehanna en el estado estadounidense de Pensilvania. En el año 2000 tenía una población de 889 habitantes y una densidad poblacional de 14 personas por km².

## Geografía
El municipio de Brooklyn se encuentra ubicado en las coordenadas 41°45′04″N 75°48′25″O / 41.75111, -75.80694.

## Demografía
Según la Oficina del Censo en 2000 los ingresos medios por hogar en la localidad eran de $33,942 y los ingresos medios por familia eran $37,500. Los hombres tenían unos ingresos medios de $26,154 frente a los $21,389 para las mujeres. La renta per cápita para la localidad era de $14,957. Alrededor del 11,3% de la población estaban por debajo del umbral de pobreza.